# Estación de Bombarral
La Estación Ferroviaria de Bombarral, también conocida como Estación de Bombarral, es una plataforma ferroviaria de la Línea del Oeste, que sirve el ayuntamiento de Bombarral, en el distrito de Leiría, en Portugal.

## Descripción

### Localización y accesos
Se encuentra junto a la Calle Júlio Tornelli, en la localidad de Bombarral.

### Servicios y caracterización física
Esta plataforma es utilizada por servicios de tipología Regional y Interregional, gestionados por la empresa Comboios de Portugal.
La estación disponía, en 2004, de un servicio de información al público; en esta altura, tenía la clasificación E de la Red Ferroviaria Nacional. En enero de 2011, presentaba 2 vías de circulación, ambas con 408 metros de longitud; las dos plataformas tenían, respectivamente, 153 y 84 metros de extensión, y 35 y 50 centímetros de altura.

## Historia
El tramo entre Torres Vedras y Leiría de la Línea del Oeste, en el cual esta plataforma se inserta, abrió a la explotación  el 1 de agosto de 1887.
En 1933, la Junta Autónoma de Rutas realizó un concurso para la construcción de la Y. A. 71-2 entre las localidades de Bombarral y Cadaval, y de un ramal de transporte hasta la estación de Bombarral.